# Пеш-Мерль

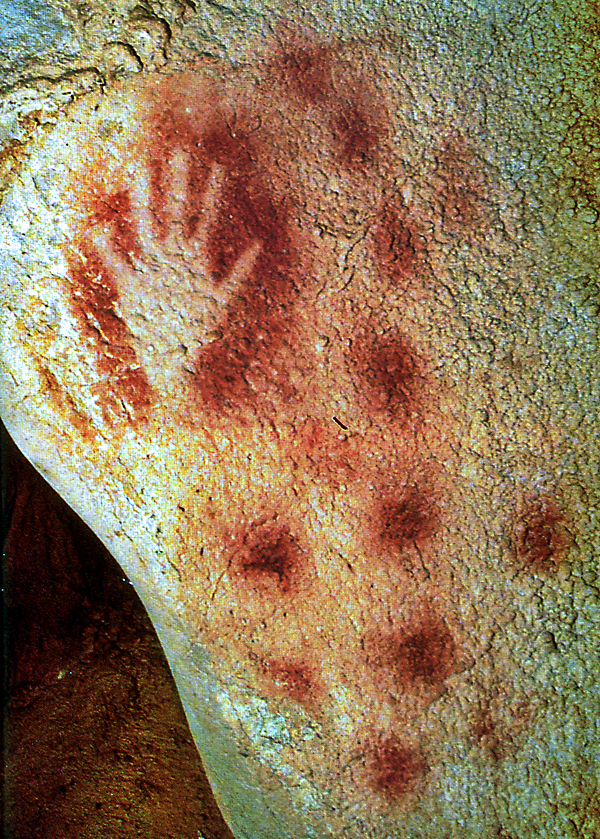
Пеш-Мерль, відбитки людських рук

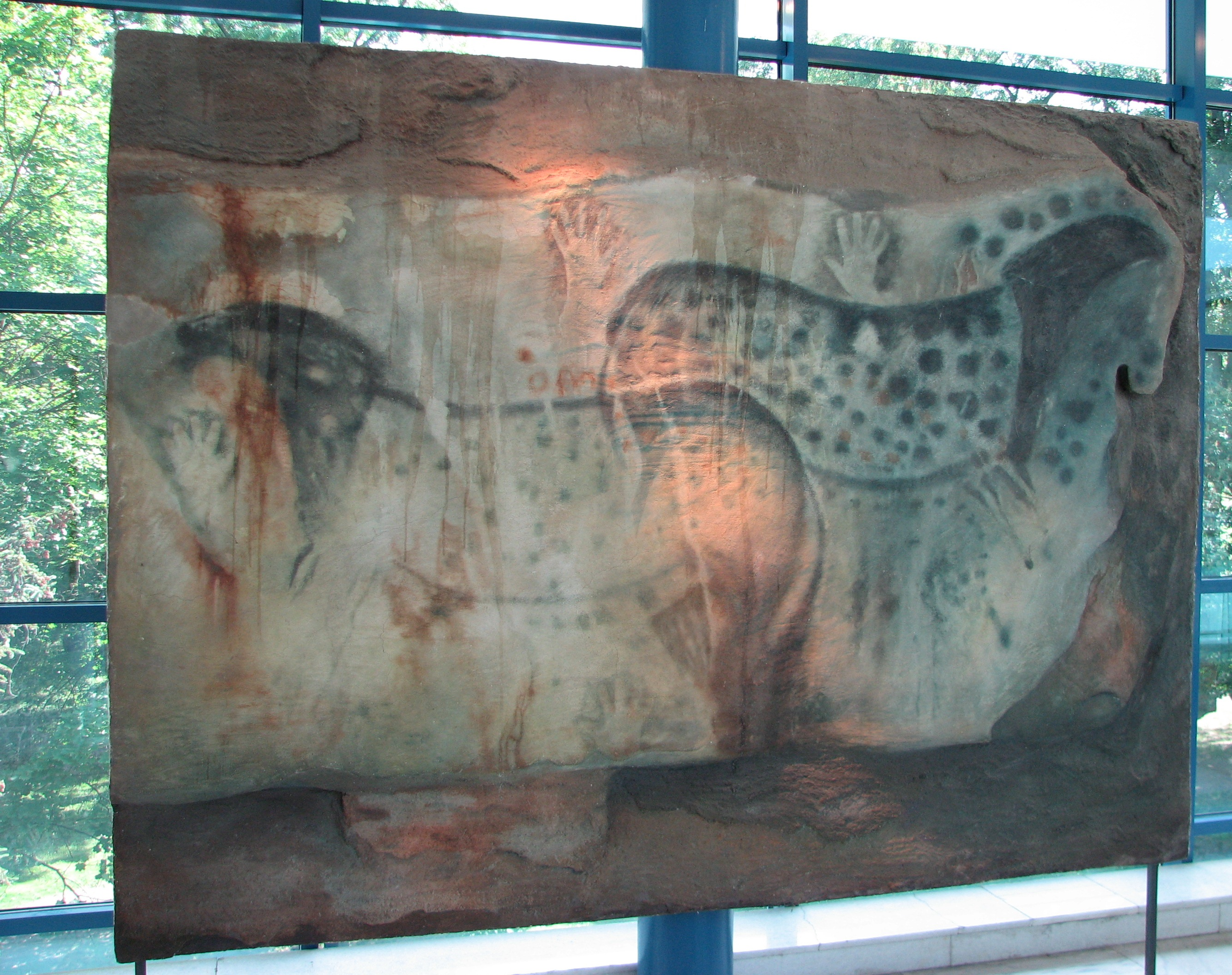
Копія малюнка з кіньми і руками з Пеш-Мерль, музей міста Брно

44°56′13.2″ пн. ш. 1°1′35.6″ сх. д. / 44.937000° пн. ш. 1.026556° сх. д.
Пеш-Мерль, фр. Pech Merle — печера на схилі пагорба в комуні Кабрере, департамент Ло, регіон Південь-Піренеї на території Франції, приблизно в 35 хвилинах їзди по шосе від м. Каор. Це одна зі знаменитих французьких печер, де було виявлено пам'ятники доісторичного мистецтва епохи палеоліту, відкрита для публічного доступу.
Упродовж понад 1,5 км тягнеться коридор із западинами, на стінах деяких з них виявлено настінні зображення періоду граветської культури, хоча деякі малюнки, можливо, відносяться до більш пізньої мадленської культури (близько 16 тис. років тому).
В давнину тут протікала велика річка, яка і пробила в кам'янистій породі цю печеру.
У семи камерах печери виявлено яскраві, живі зображення таких тварин, як мамонт, плямисті коні, одноколірні коні, бики, північні олені, а також відбитки людських долонь і навіть зображення людей. На глибині близько 0,7 км було знайдено відбитки дитячих ніг у глині. В радіусі 10 км від печери знаходяться 10 інших печер із зразками мистецтва часів верхнього палеоліту, проте, на відміну від Пеш-Мерль, усі вони закриті для публіки.
У епоху останнього льодовикового періоду ці печери, мабуть, використовувалися як притулки доісторичними мешканцями, коли місцевий клімат був близький до сучасного арктичного, а фауна значно відрізнялася від нинішньої. Припускається, що в епоху потепління вхід до печери був блокований через зсуви, викликані дощами, завдяки чому печера знаходилася в герметичному стані до початку XX століття, і доісторичні малюнки збереглися в чудовому стані.
Печера Пеш-Мерль відкрита для публічного доступу з 1926 р. Розмір груп обмежений по числу відвідувачів, оскільки підвищена вологість, тепло і надлишок діоксиду вуглецю в результаті дихання можуть знищити зображення.
В ході експерименту, який провів французький археолог д-р Мішель Лорбланше (фр. Michel Lorblanchet), було встановлено, що деякі малюнки, мабуть, наносилися на стіну за допомогою акуратних плювків фарбувальною речовиною.

## Ресурси Інтернету
- Вікісховище має мультимедійні дані за темою: Пеш-Мерль
- Pech Merle